# Grupo Kalyani
O Grupo Kalyani é um importante grupo internacional produtos mundial de peças forjadas, produtos destinados aos setores automotivo, químico e de energia.

## Parceria com a Gerdeu
Em junho de 2007, o Grupo Gerdau assinou com o Grupo Kalyani um acordo para a formação da joint venture Kalyani Gerdau, na Índia. É o segundo maior produtor de peças forjadas do mundo.
A Kalyani Gerdau, localizada em Tatipatri, no estado de Andhra Pradesh, possui capacidade instalada de 275 mil toneladas de aço líquido. A joint venture está nas proximidades de uma região com reservas abundantes de minério de ferro e de uma das principais linhas ferroviárias do país. A empresa é também viziha de três grandes centros urbanos: Bangalore, Chennai e Hyderabad.
A organização possui participação e cerca de 45% na joint venture firmada com o Grupo Kalyani, cuja experiência agrega ao negócio conhecimentos sobre a cultura e o mercado locais.